# Pošev
Pošev (nemško Possau) je naselje v Občini Gospa Sveta v Okraju Celovec-dežela na Koroškem v Avstriji.